# Anna Henderson
Anna Henderson   (Hemel Hempstead, 14 de novembre de 1998) és una ciclista anglesa, professional des del 2020, que actualment corre per a l'equip Lidl-Trek de l'UCI Women's WorldTeam.
Les seves millors victòries són en els campionats nacionals de ruta i contrarellotge i en els Jocs Olímpics de París on guanya la medalla de plata en la prova contra el crono.

## Palmarès[3]
- 2018
  -  Campiona del Regne Unit en critèrium
- 2019
  -  Campiona del Regne Unit en ruta sub-23
  -  Campiona del Regne Unit en contrarellotge sub-23
- 2021
  -  Campiona del Regne Unit en contrarellotge
  -  Campiona del Regne Unit en pista
  - 1a a la Kreiz Breizh Elites i vencedora de dues etapes
- 2022
  - Vencedora d'una etapa al Gran Premi Elsy Jacobs
  - Plata en contrarellotge als Jocs de la Commonwealth
- 2024
  -  Subcampiona olímpica de contrarellotge, Jocs Olímpics de París
  -  Campiona del Regne Unit en contrarellotge
- 2025
  - Vencedora d'una etapa al Giro d'Itàlia

### Resultats a les Grans Voltes

#### Giro d'Itàlia
- 2025: 2025: 59a posició i vencedora de la 2a etapa

#### Tour de França
- 2022: no surt a la 8a etapa
- 2023: 68a posició
- 2024: abandona a la 7a etapa

#### Volta a Espanya
- 2023: 27a posició i vencedora de la 1a etapa (contrarellotge per equips), líder de la classificació general a la 1a etapa
- 2024: no surt a la 3a etapa
- 2025: 37a posició